# Yamaranguila (kommun)
Yamaranguila är en kommun i Honduras.   Den ligger i departementet Departamento de Intibucá, i den västra delen av landet, 110 km väster om huvudstaden Tegucigalpa. Antalet invånare är 15 761.